# エンプレス (護衛空母)
|          |                                             |
| 艦歴     |                                             |
| 発注     |                                             |
| 起工     | 1942年9月9日                                |
| 進水     | 1942年12月30日                              |
| 就役     | 1943年8月12日                               |
| 退役     | 1946年3月28日                               |
| 除籍     |                                             |
| その後   | スクラップとして売却                        |
| 性能諸元 |                                             |
| 排水量   | 7,800トン                                   |
| 全長     | 495.66 ft (151.1 m)                         |
| 全幅     | 69.5 ft (21.2 m)                            |
| 吃水     | 26 ft (7.9 m)                               |
| 機関     |                                             |
| 最大速   | 17.5 ノット                                 |
| 航続距離 |                                             |
| 乗員     | 士官、兵員890名                             |
| 兵装     | 5インチ砲2門、連装40mm機銃4基、20mm機銃10基 |
| 搭載機   | 28                                          |

カーネギー (USS Carnegie, AVG/ACV/CVE-38) は、アメリカ海軍の護衛空母。ボーグ級航空母艦の1隻。

## 艦歴
カーネギーは1943年8月9日に就役し、3日後にレンドリース法に基づきイギリス海軍に移管される。艦はエンプレス (HMS Empress, D42) と改名され、イギリス海軍で就役した。
エンプレスは第二次世界大戦中、太平洋とインド洋で作戦活動に従事した。1946年1月28日にエンプレスはアメリカに返還され、1946年3月28日に除籍、6月21日に売却された。